# Église Saint-Pierre-aux-Liens d'Étais-la-Sauvin
L'église Saint-Pierre-aux-Liens d'Étais-la-Sauvin se situe au cœur du village d'Étais-la-Sauvin, dans l'Yonne (Bourgogne-Franche-Comté), à proximité des limites orientales des anciennes fortifications. L'église a connu trois périodes successives d'édifications : le XIIe siècle, le XIVe siècle et la fin du XVe siècle.

## L'église primitive médiévale
La chapelle du cimetière actuel constitue le vestige de la toute première église du village du Montivieux (Montivium). Cet édifice de style roman fut construit au XIIe siècle, il était dédié à Saint-Pierre et s'appelait Saint-Pierre-de-Moustier-le-Vieil. L'usage du vocable Saint Pierre vient du fait que le prieur-curé était en lien avec l'abbaye Saint-Pierre-en-Vallée d'Auxerre. Aujourd'hui la chapelle du cimetière du Montivieux est la seule trace restante de cette ancienne église médiévale en partie détruite au XIXe siècle. Si l'on observe attentivement son entrée, on devine dans le mur l'arc plein cintre du portail. À l'intérieur, il y a encore les vestiges du maître-autel. Moustier le Vieil était l'un des anciens noms du cimetière.

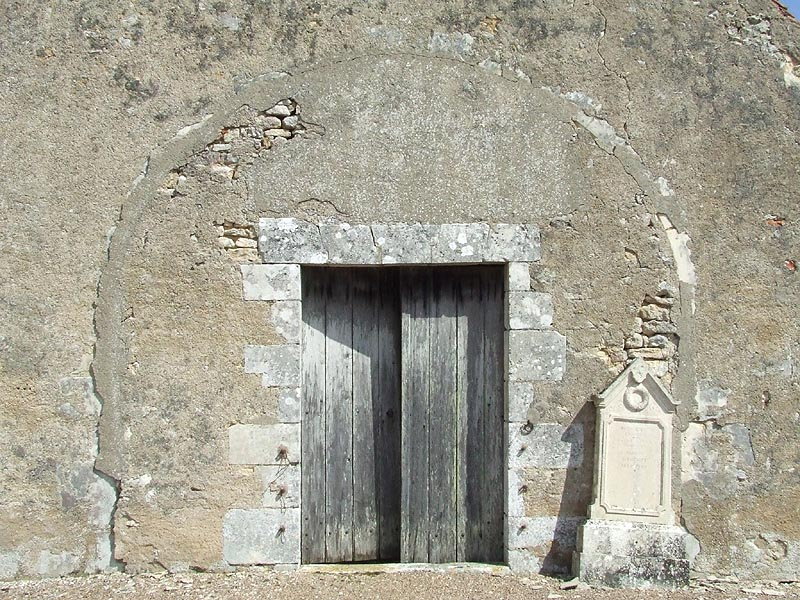
Église primitive du village dans le cimetière du Montivieux. On devine l'ancien portail en demi-cercle sur le mur.
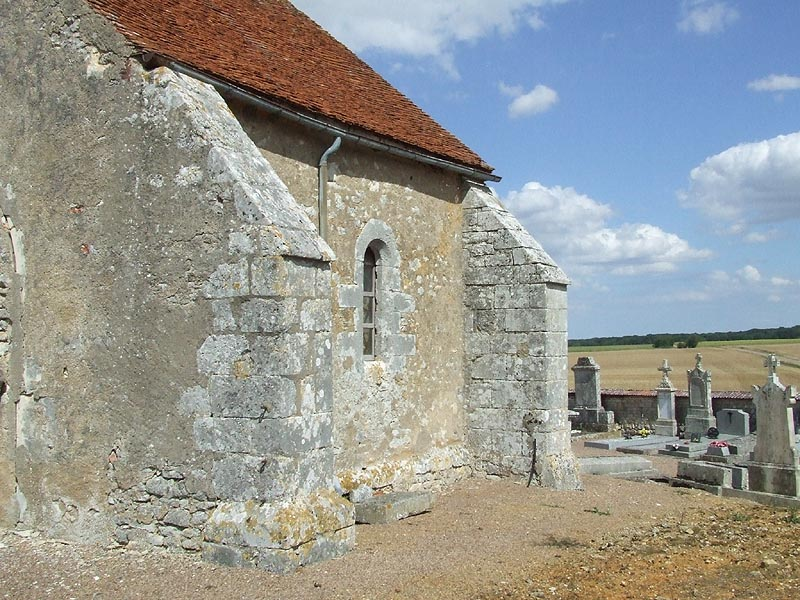
Contreforts de l'église primitive, côté sud.

## La deuxième église du village
Une deuxième église, considérée comme véritablement paroissiale, fut édifiée dans la période allant du XIVe au XVe siècle à l'emplacement de la chapelle Saint-Joseph de l'église actuelle (croisement entre la route de la Gare allant vers la place de la Citerne et de la Grande Rue allant vers la mairie). À cette époque, cette chapelle était dédiée à saint Jean Secours de l'Épine. Au XIVe siècle, le territoire paroissial d'Étais-la-Sauvin faisait partie de l'archiprêtré de la Puisaye, l'un des quatre de l'ancien diocèse d'Auxerre dont le siège était à Saint-Sauveur-en-Puisaye (les trois autres archiprêtrés étaient : Auxerre, Varzy et Saint-Bris-le-Vineux).
La période de construction de la deuxième église se devine facilement en se basant sur la datation de l'église médiévale du Montivieux et de l'église actuelle. Autre indice qui a son importance : la cathédrale Saint-Étienne d'Auxerre a été achevée au début du XIVe siècle ; une importante main d'œuvre devient alors disponible pour la réalisation de nombreuses églises du diocèse icaunais. Les édifices catholiques de la Puisaye n'échappent pas à cette manne ouvrière.
Le village d'Étais-la-Sauvin constituait déjà une agglomération relativement importante lorsque l'église fut construite. Cela explique qu'elle se trouve à la limite des anciennes fortifications.
L'existence de cette seconde église paroissiale a été mise en évidence lors de travaux réalisés en 1950 côté sud par l'abbé Jean Provot (1909-1998) entre l'actuelle chapelle Saint-Joseph et ce qui serait le transept. Dans le sous-sol, des matériaux de construction et des éléments de chapiteau ont été retrouvés.
Cette église qui était dédiée à Saint-Pierre-ès-Liens fut détruite vers 1562 lorsque la garnison calviniste du duc de Guise, chassée de Bourges se réfugia sur les territoires d'Entrains-sur-Nohain et d'Étais-la-Sauvin.

## L'église de la fin duXVesiècle

### Présentation et architecture
L'église telle que nous la voyons aujourd'hui fait partie de cette génération d'églises édifiées sous l'épiscopat des évêques François de Dinteville Ier et II de l'ancien diocèse d'Auxerre dans les années 1530.
Trois dates permettent de situer la construction de l'église actuelle dédiée à Saint-Pierre-aux-Liens :
- 1539 : cette date est gravée sur la balustrade en pierre côté nord de la tour du clocher. Le clocher étant généralement le dernier élément réalisé, il s'agit très certainement de la date d'achèvement de l'église. D’après l’historien Hugues Cattin, s'appuyant sur les écrits de Maurice Pignard-Péguet[3], le chantier a débuté en 1535.
- Environ 1550 : cette date a été déduite à partir d'un procès-verbal paroissial d'un ancien prêtre, le père Martin Fresneau, rédigé en 1673. Le prêtre dit : « il n'y a pas plus de 120 ans que cette église est bâtie » (archives départementales de l'Yonne, cote G 1658).
- 1579 : cette date apparaît dans le chœur côté sud, gravée sur la console ornée située au-dessus du reliquaire (ancienne piscine liturgique de l'église).

L'église Saint-Pierre-aux-Liens a été construite dans le style gothique flamboyant. Bien qu'il s'agisse d'une architecture tardive dans cette période du gothique (1500 à 1600, c'est-à-dire de la fin du XVe à la fin du XVIe siècle, appelé gothique tardif), une influence romane subsiste : les contreforts extérieurs à corniche rampante.
Le style roman, qui se positionne entre 950 (Xe siècle) et 1130-1140 (XIIe siècle), se caractérise par des voûtes plein cintre et des arcs également en plein cintre (fenêtres et arcs transversaux de nef). L'influence de l'arc en ogive sur le roman est apparue au XIe siècle, période phare de l'ordre cistercien.
L'architecture en arc brisé présente un avantage majeur pour les édifices catholiques : la contrainte mécanique imposée par les voûtes des travées est supportée majoritairement par les quatre piliers de la travée concernée. Par conséquent, les murs latéraux du vaisseau de la nef peuvent être allégés et percés pour accueillir de grands vitraux. En outre, pour les églises de dimension modeste, les contrebutements extérieurs peuvent être supprimés et remplacés par de simples contreforts à corniche rampante servant également de larmiers (écoulement de l’eau).

### Classification et inventaire
Certaines verrières de l'église paroissiale figurent dans la liste de l'inventaire général du patrimoine culturel :
- le vitrail représentant saint Pierre en prison visité par un ange, daté de 1877 et dû à Louis-Victor Gesta de Toulouse[4] ;
- deux petits fragments de vitraux du XVIe siècle et un vitrail posé vers 1930 dû au peintre-verrier J. Gautier[5].

### Aspect extérieur
L'église Saint-Pierre-aux-Liens longue de 24 m, large de 18,5 m et haute de 12 m possède côté sud un cadran solaire ayant la mention 1686 FIGURO D.V. MII 1480. À ce jour la date de réalisation est inconnue (1686 peut être une simple date de restauration). Ce cadran a été restauré en 1973 par l'abbé Jean Provot. Les murs latéraux, soutenus par des contreforts à corniche rampante, accueillent des baies de vitraux à remplage flamboyant du XVe siècle. Certaines baies ont un nez de remplage caractéristique du XIVe siècle. La toiture de la nef est constituée d'une imposante charpente en bois, la couverture a été restaurée en 2006 et 2007 (tuile plate Huguenot de style ancien). La structure lapidaire principale de l'édifice ainsi que le dallage sont constitués de pierres extraites des carrières suivantes : la carrière de la Charmée qui était près de Chevigny en direction d'Entrains-sur-Nohain et la carrière qui était à la Montagne-des-Alouettes sur la commune de Lainsecq. Le dallage actuel et l’escalier du parvis datent de 1844.
La tour du clocher d'une hauteur de 31 m s'élève au-dessus de la chapelle Saint-Joseph. Cette tour carrée imposante (7 m de côté) est soutenue par des contreforts à corniche rampante similaires à ceux de la nef. Une tourelle circulaire accolée de cent quarante-quatre marches permet de monter jusqu'au beffroi supportant les cloches et leur mécanisme. Plusieurs cloches se sont succédé depuis 1673. De nos jours, le beffroi abrite deux cloches : la plus grande baptisée Marie Philippe datant de 1841 sonne les heures (masse : 1,1 t ; hauteur : 1,25 m ; diamètre à la base : 1,2 m). La plus petite baptisée Jeanne Huberte (ancêtre de la famille Mullot de Villenaut résidant au Colombier) datant de 1861 sonne l'angélus à 7 h, 12 h et 19 h (hauteur : 80 cm ; diamètre à la base : 1,2 m). Le mécanisme d'horloge actuel fut installé le 12 octobre 1962.

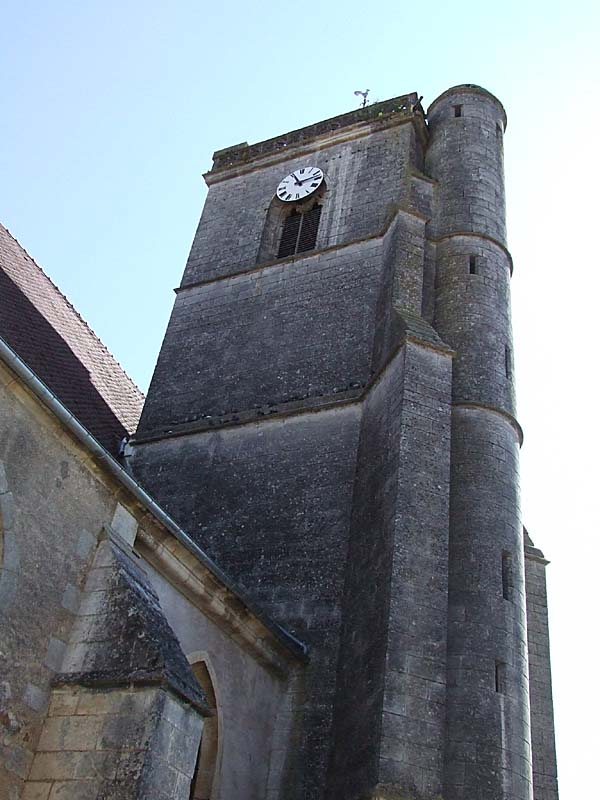
Face ouest du clocher de l'église.
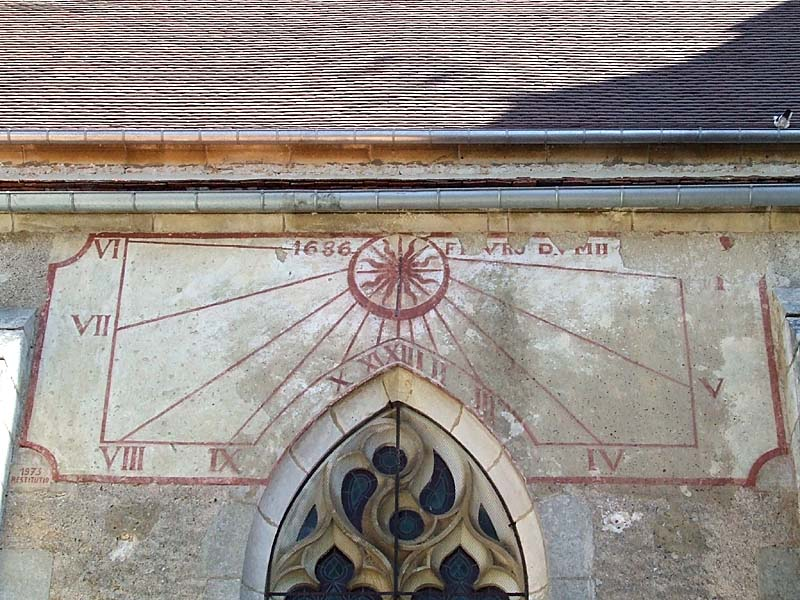
Le cadran solaire restauré en 1973 sur le côté sud.

Le haut de la tour est ornée d’une balustrade flamboyante dont le côté nord est constitué d’un mur plein percé d’ouvertures pour y dissimuler des armements, c’était au temps de la Fronde (surnommée la guerre des Lorrains au milieu du XVIIe siècle).
Le portail occidental de l'église en pierre de taille comporte deux vantaux en bois restaurés au XVIIIe siècle et surmontés d'un tympan du XVIe siècle de style flamboyant encadré de cinq archivoltes constituant la voussure. Le linteau est surmonté d'une statue représentant la Vierge Marie, elle a été réalisée, ainsi que le trumeau actuel, par le sculpteur parisien d'origine bretonne Jean-Georges Poutriquet (il a séjourné pendant quelque temps à Étais-la-Sauvin). Le trumeau et la statue de la Vierge Marie ont été bénis le 1er septembre 1972 par Mgr René Stourm alors archevêque de Sens (épiscopat du 27 octobre 1962 au 28 juin 1977).

### Aspect intérieur
L'église d'Étais-la-Sauvin possède une nef constituée de trois vaisseaux structurés autour de colonnes palmées à égalité de force, de voûtes à nervures et de chevets plats. La structure de l'ensemble du volume intérieur fait de l'église un édifice ayant une propagation acoustique exceptionnelle. L'absence de cul-de-four et de coupole intérieure favorise également cette condition. L'ensemble de l'église offre au visiteur un plan rectiligne sobre orné d'arcatures en ogive qui se posent sur les piliers de la nef. À noter que le mur latéral sud est le seul élément de construction ayant appartenu à la deuxième église du village dont nous avons parlé ci-dessus. Presque à la hauteur de l'autel dédié à saint Joseph, on devine sur la droite l'ouverture de la porte de cette ancienne seconde église. Une statue de sainte Jeanne d'Arc se trouve devant.

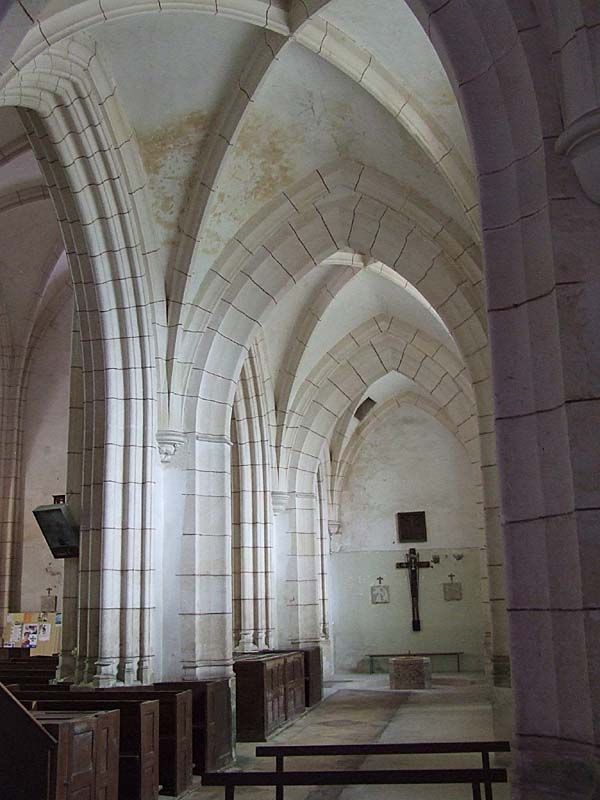
Bas-côté nord de la nef, dit côté Évangile. Vue en direction du baptistère.
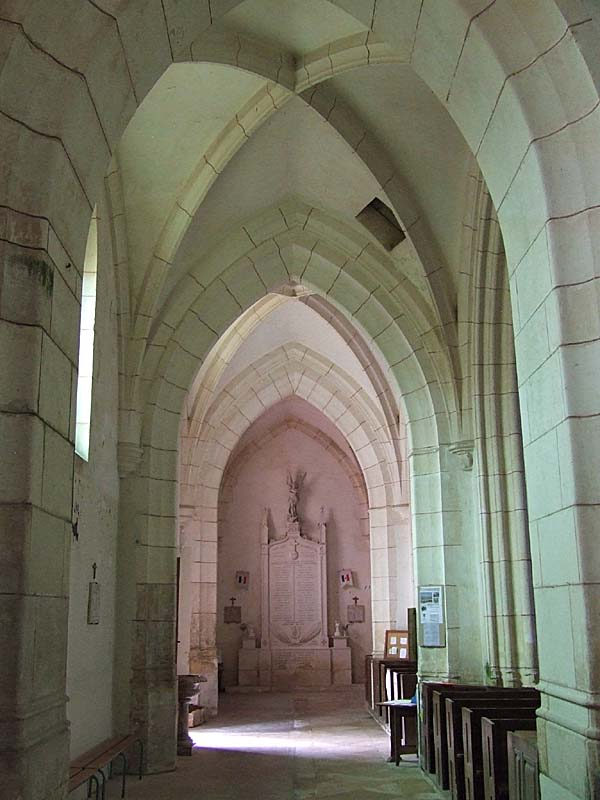
Bas-côté sud de la nef, dit côté épître. Vue en direction opposée à l’autel de saint Joseph.
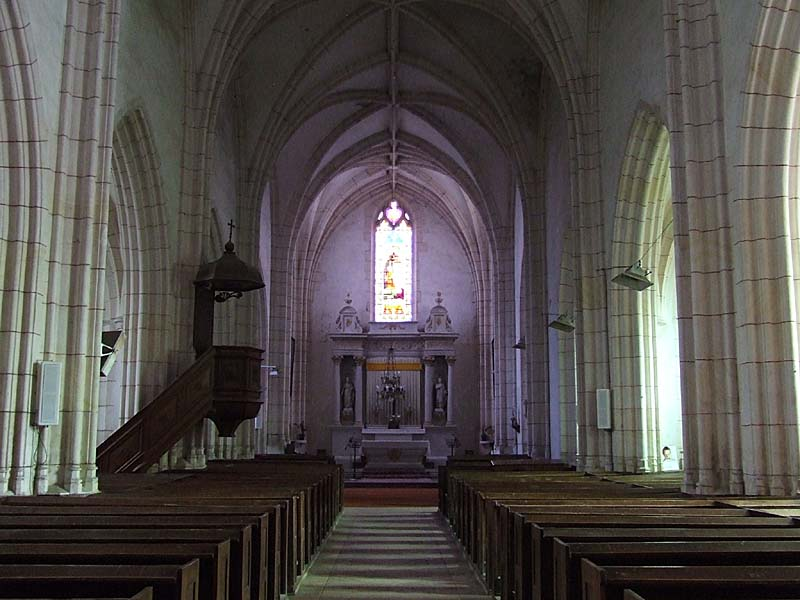
Allée centrale de la nef de l’église en allant vers le chœur.

Le dallage de l’église était constitué, depuis l’origine, de pierres calcaires tendres provenant des carrières près de Chevigny. À partir du XVIIe siècle, le sol de la nef présentait des signes de fragilisation. L’aile gauche fut alors restaurée. Ce n’est qu’en 1844 que fut réalisé le dallage tel qu’il est visible aujourd’hui dans les bas-côtés, le chœur et la chapelle dédiée à saint Joseph. Sous les bancs de la nef, le dallage d’origine est toujours en place. La disposition des dalles au sol présente plusieurs particularités notamment par rapport aux veines des pierres :
- autour des piliers de la nef la position des dalles favorise l’éloignement de l’humidité.
- les dalles des bas-côtés contribuent au drainage et à maintenir une chaleur naturelle au niveau du sol.

Contre un pilier du côté nord se trouve une chaire dont la facture des boiseries et les ornementations la situe entre la fin du XVIIe et le début du XVIIIe siècle.
Avant les réformes liturgiques du concile Vatican II, le chœur de l’église était fermé par une grille derrière laquelle se plaçaient les chantres et les membres du clergé pendant les offices. L’abbé Jean Provot retira cette grille dans les années 1960 pour s’adapter aux réformes conciliaires. Elle est conservée dans la tour du clocher. L’abbé en profita pour restaurer l’ancienne piscine liturgique qui avait été obstruée au XVIIe siècle.

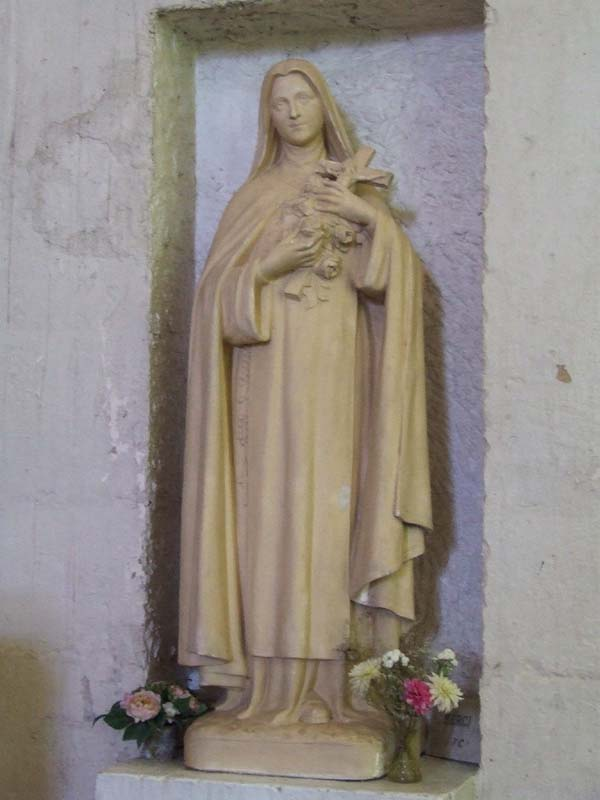
Sculpture de sainte Thérèse de Lisieux à droite de l'autel dédié à saint Joseph.

À la hauteur du transept côté sud, une belle sculpture représente sainte Thérèse de Lisieux et côté nord se trouve un oratoire dédié à saint Jean-Baptiste où était conféré le sacrement du baptême. Le baptistère en marbre qui était utilisé date de 1846, il sert à présent de bénitier à l'entrée sud de l'église. L'oratoire possède aujourd'hui une sculpture de saint Antoine de Padoue posée sur une console richement décorée.
En 1955, l'abbé Jean Provot fit ériger un nouveau baptistère réalisé par le sculpteur Edgar Delvaux de Leugny (voir la sous-section du chemin de croix pour en savoir plus sur ce sculpteur). Le baptistère est un bloc en pierre rose de 1,5 t extrait des carrières de Pouillenay (Côte-d'Or). Il est magnifiquement décoré d'un bas-relief représentant le passage de la mer Rouge (Dieu tout-puissant faisant alliance avec son peuple, livre de l'Exode dans l'Ancien Testament, Ex 14, 15-31).

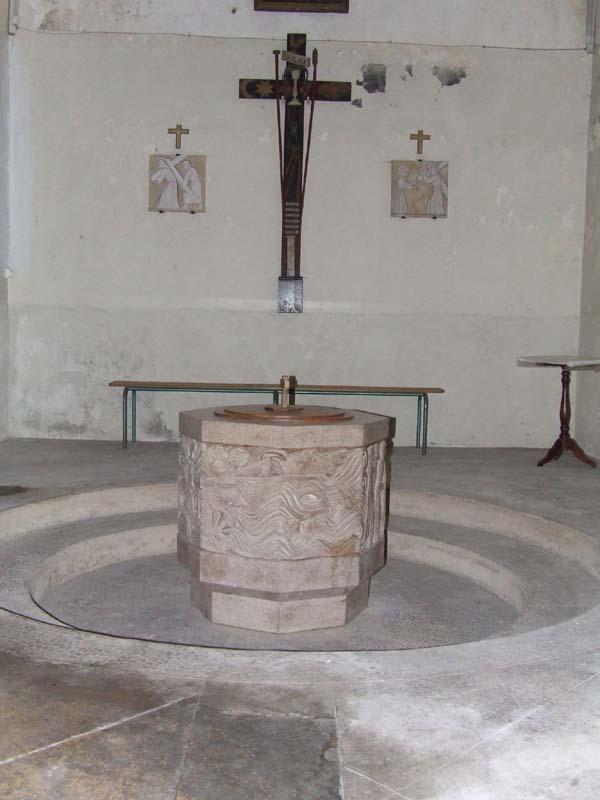
Baptistère en pierre rose de 1955. Le bloc est décoré d’un bas-relief représentant le passage de la mer Rouge.
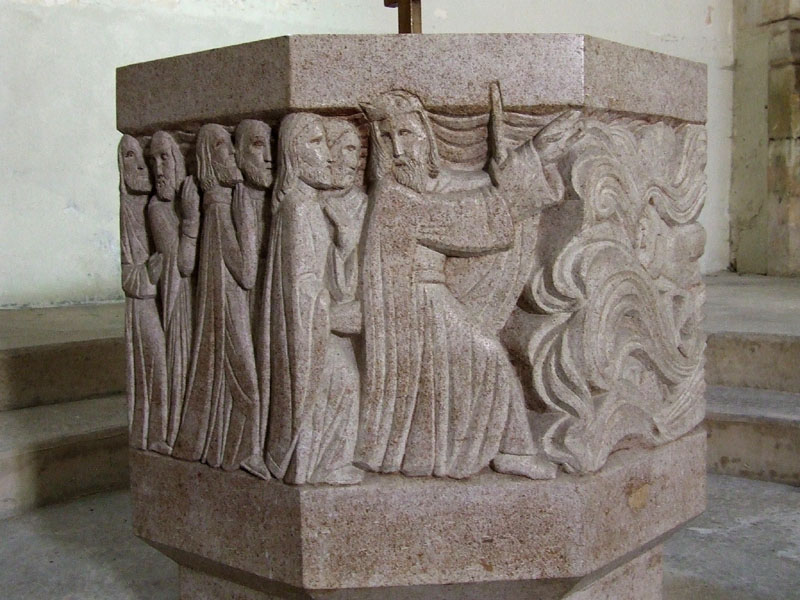
Détail de la scène de Moïse délivrant son peuple hébreu (Ex 14, 15-31).

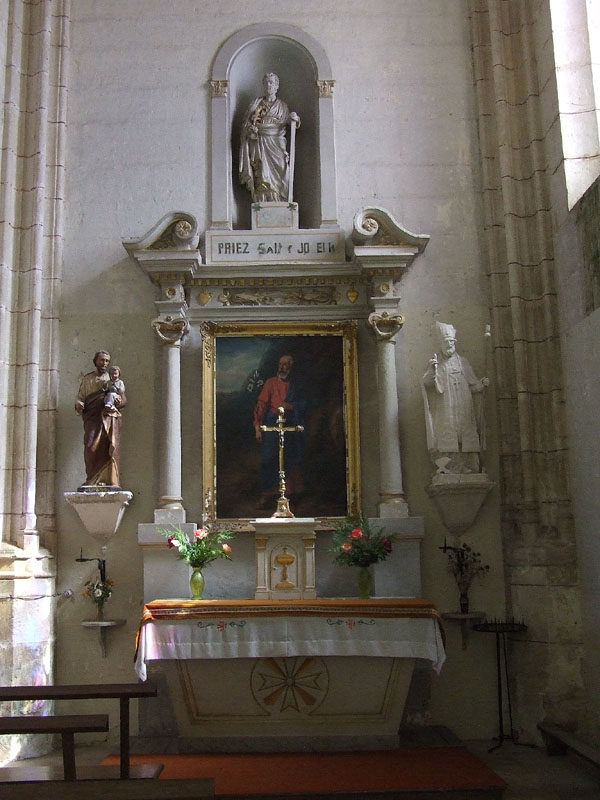
Autel dédié à saint Joseph.

L'autel sud de l'église est dédié à saint Joseph. Saint Éloi associé à son enclume d'orfèvre et sa crosse pastorale d'évêque de Noyon (Oise) est placé sur la console de droite. Saint Joseph associé au lys symbole de chasteté et tenant l'Enfant Jésus dans ses bras est placé sur la console de gauche.
L'autel nord est dédié à la Vierge Marie, il abrite le Saint-Sacrement. Cette chapelle fut restaurée en 1838 et sa voûte en 1851. La statue de droite représente sainte Marguerite d'Antioche portant la palme du martyre, une couronne de roses et l'ancre de l’espérance placée à sa droite. La couronne de roses symbolise l'union mystique avec le Christ crucifié et la virginité de la sainte (avec également le lys à ses pieds). Les trois marguerites décoratives avec le lys seraient là pour rappeler la Sainte Trinité. La statue de gauche représente sainte Marie-Madeleine avec un crâne à ses pieds symbolisant sa présence au tombeau du Christ et l'ancre de l'espérance symbolisant qu'elle est la première témoin de la Résurrection du Christ.

Autel nord de l'église
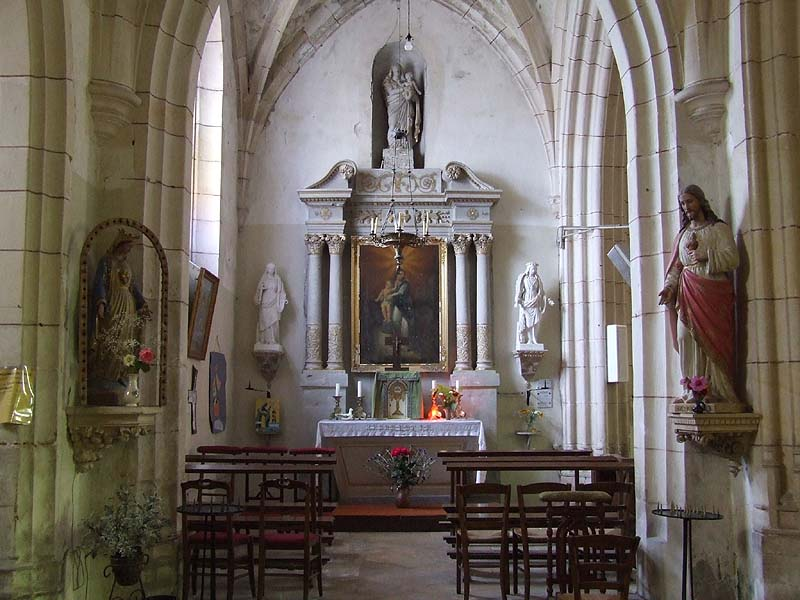
Autel du Saint-Sacrement dans la chapelle de la Vierge. À gauche de l'autel, statue de sainte Marie-Madeleine et à droite, statue de sainte Marguerite d'Antioche.
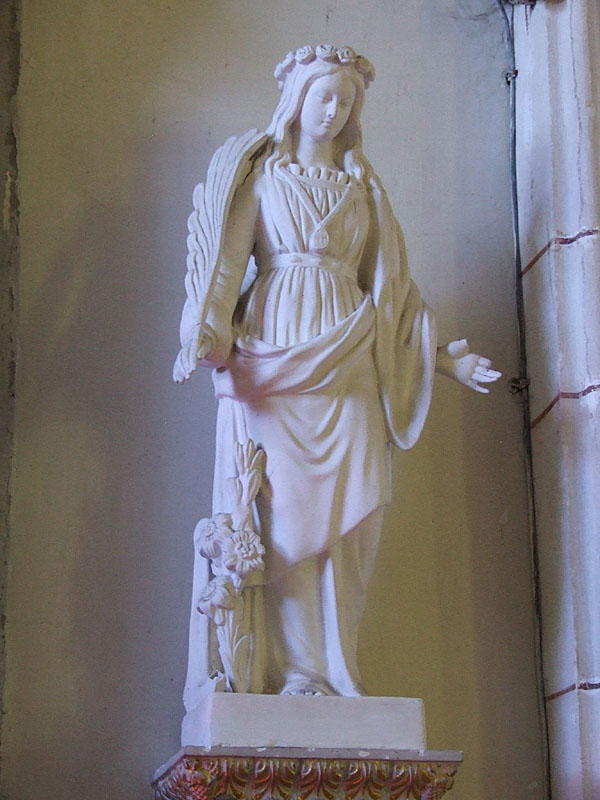
Sainte Marguerite d'Antioche à droite de l'autel du Saint-Sacrement.
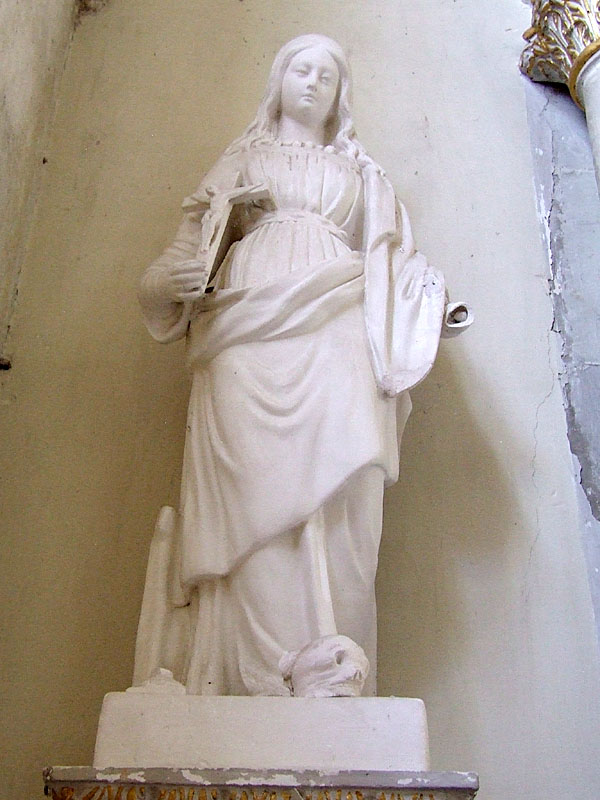
Sainte Marie-Madeleine à gauche de l'autel du Saint-Sacrement.

Les autels des deux chapelles du chœur ont été détruits sous la Révolution et restaurés en 1938. Le meuble du chantre situé dans le sanctuaire est de style Louis XIII.

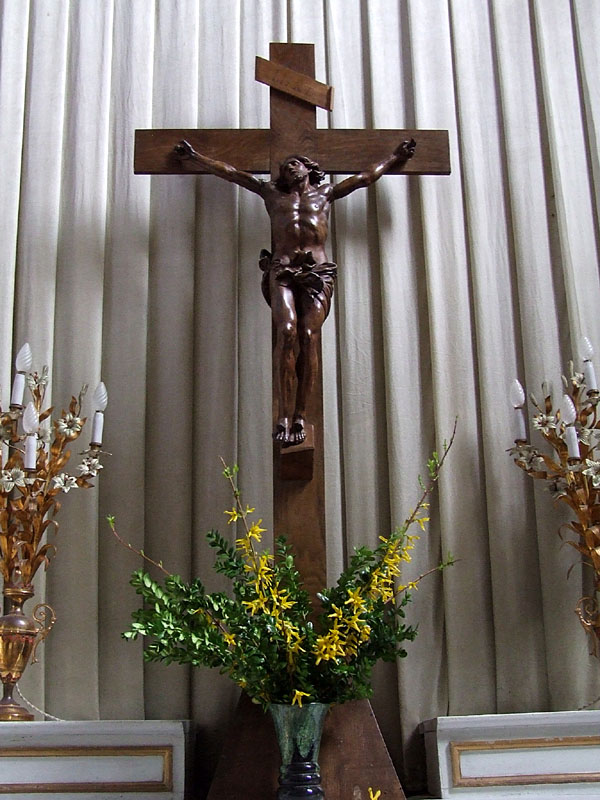
Christ en croix du maître-autel.

Le chœur de l'église possède à son chevet un retable du XVIIIe siècle orné de colonnes corinthiennes géminées encadrant des niches. Le maître-autel placé juste devant est surmonté d'un magnifique Christ en croix en bois utilisé pour le rite de vénération du Vendredi saint. De part et d'autre du maître-autel les colonnes géminées supportent à gauche une statue de saint Pierre et à droite une de saint Paul.
Le côté sud du chœur accueille un reliquaire placé sur l'ancienne piscine liturgique. L'ensemble est surmonté d'un remarquable haut-relief représentant des insignes certainement d'origine seigneurale ainsi qu'une splendide petite sculpture de la Sainte Famille.

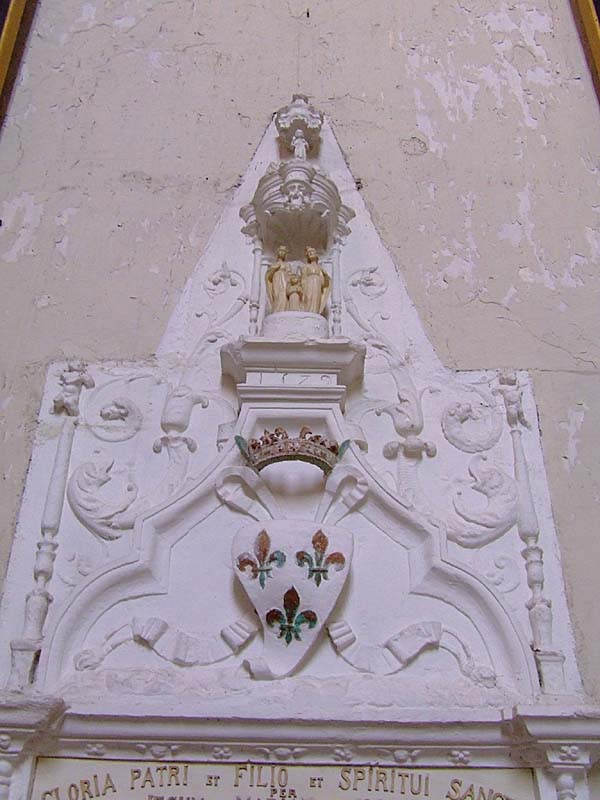
Décoration sculpturale située au-dessus des reliques de l'église. L'origine seigneurale semble très certaine avec la couronne et l'écusson à trois lys.
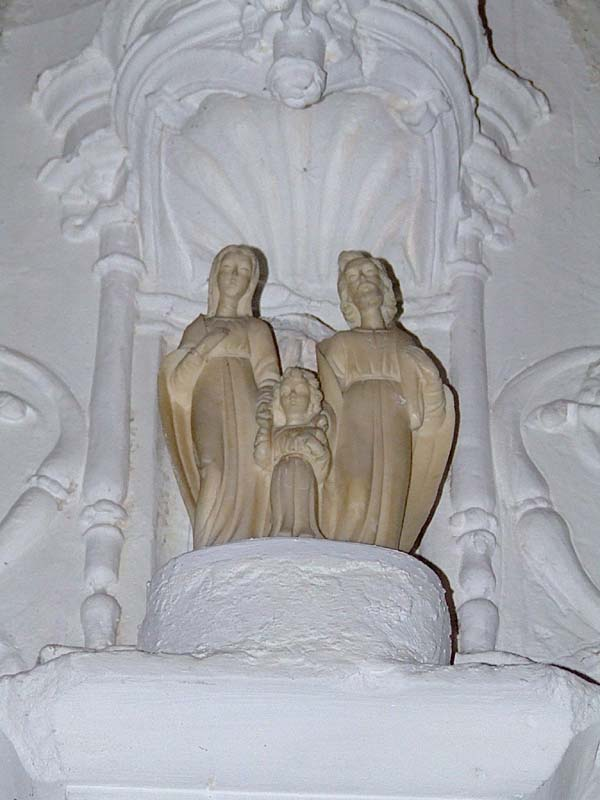
Décoration sculpturale située au-dessus des reliques de l'église. La Sainte Famille : la Vierge Marie (à gauche), l'Enfant Jésus (au centre) et saint Joseph (à droite).

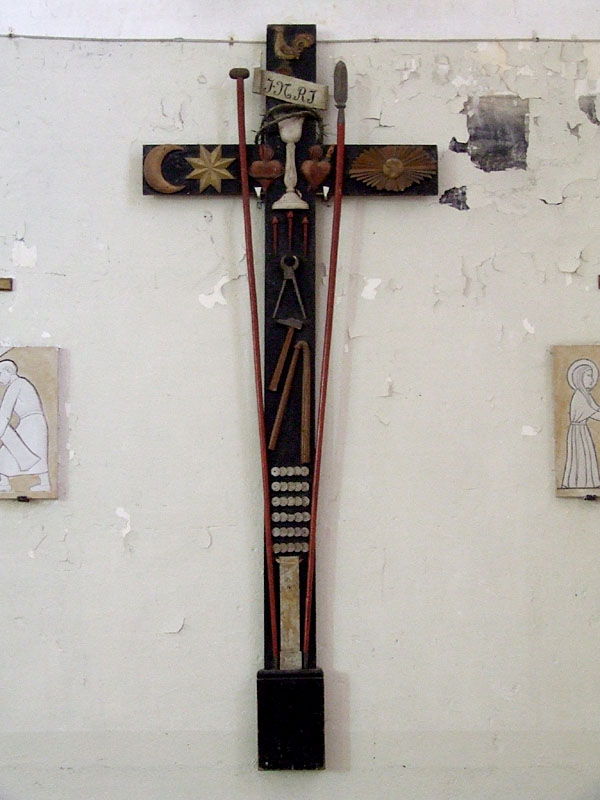
Croix des instruments de la Passion du Christ près du baptistère.

Près du baptistère de l'église se trouve une belle croix décorée des instruments et symboles de la Passion du Christ. L'origine de cette croix n'est pas connue à ce jour, seule certitude : elle est postérieure à la Révolution française car d'une part, elle aurait été détruite par les révolutionnaires et d'autre part, elle ne figure pas dans l'inventaire du mobilier datant du 10 mai 1673.
Voici une description des instruments et symboles figurant sur cette croix :
- Stipes du bas vers le haut :
  - Poteau de la flagellation.
  - Trente pièces de la trahison de Judas.
  - Fouet de la flagellation.
  - Marteau et tenailles.
  - Les clous.
  - Coupe de l’amertume encadrée par le Cœur Sacré de Jésus et le cœur douloureux de Marie.
  - Couronne d’épines.
  - Inscription INRI.
  - Coq du reniement de Pierre.
  - Lance et éponge vinaigrée de part et d’autre du stipex.
- Patibulum à gauche et à droite :
  - Croissant de lune et étoile de Bethléem.
  - Dieu rayonne sur la Création.

La sacristie utilisée de nos jours est de 1837 (elle est située côté nord du chœur). Autrefois la sacristie était à l'emplacement de l'actuelle chapelle de la Vierge Marie qui abrite le Saint-Sacrement.
La messe est célébrée par un prêtre du diocèse de Sens et Auxerre environ une fois par mois. La paroisse Saint-Pierre Saint-Paul de Puisaye-Forterre appartient au doyenné Auxerrois-Puisaye. Dix églises sont rattachées à cette paroisse :
- Andryes (église Saint-Pierre Saint-Paul) ;
- Druyes-les-Belles-Fontaines (église Saint-Romain) ;
- Étais-la-Sauvin (église Saint-Pierre-aux-Liens) ;
- Lain (église Notre-Dame de la Nativité) ;
- Lainsecq (église Saint-Martin) ;
- Sainpuits (église Sainte-Marie-Madeleine) ;
- Saints-en-Puisaye (église Saint-Prix) ;
- Sementron (église Sainte-Geneviève et Saint-Pierre) ;
- Sougères-en-Puisaye (église Saint-Pierre Saint-Paul) ;
- Thury (église Saint-Julien).

### Vitraux de l’église
Les collatéraux (ou vaisseaux) de la nef et le chœur sont ornés de beaux vitraux, restaurés en 1938, représentant des scènes liturgiques et des personnages de la chrétienté. Le vitrail central au-dessus du maître-autel représente saint Pierre délivré de ses chaînes par un ange envoyé du Seigneur (Ac 12, 6-19). Cette œuvre présente une particularité : elle est surmontée des armoiries de la famille Mullot de Villenaut résidant au château Le Colombier (près des lieux-dits Mouillens et Les Griffes).
Selon l'inventaire réalisé en 1982 par les services du patrimoine de Dijon (hôtel Chartraire-de-Montigny), le vitrail de saint Pierre d'une hauteur de 5 m et d'une largeur de 1,6 m a été réalisé vers 1877 par le peintre et maître verrier toulousain Louis-Victor Gesta. Le vitrail est constitué d'une lancette à double amortissement, d'un tympan à un soufflet et de deux écoinçons. Selon l'inventaire réalisé en 1981 par ce même service du patrimoine placé sous l'autorité du ministère de la Culture, le vitrail du collatéral sud représentant en médaillon le roi Saint-Louis et Jeanne d'Arc est une œuvre du maître verrier J. Gautier exécutée à Arcy-sur-Cure (Yonne).

Les verrières de l'église
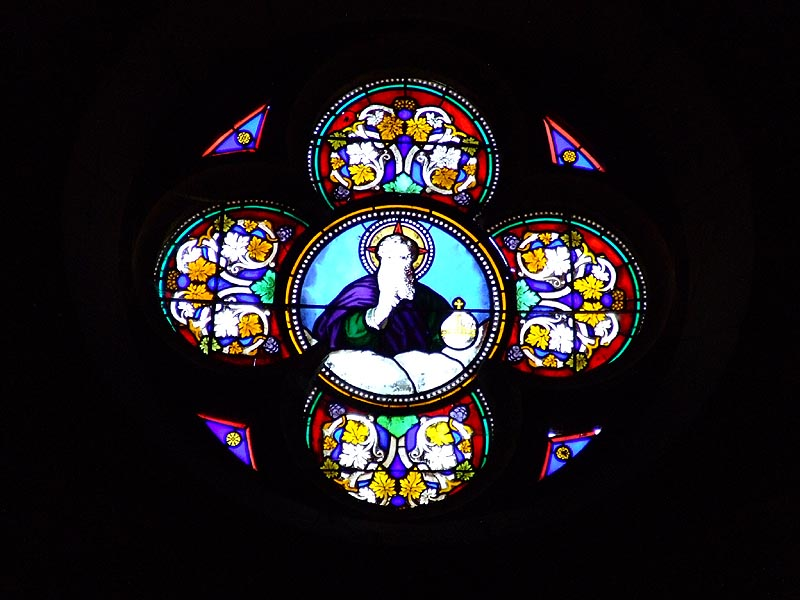
Vitrail en médaillon au-dessus du portail occidental représentant Dieu le Père éternel qui manifeste sa toute-puissance en tenant à sa gauche la Terre.
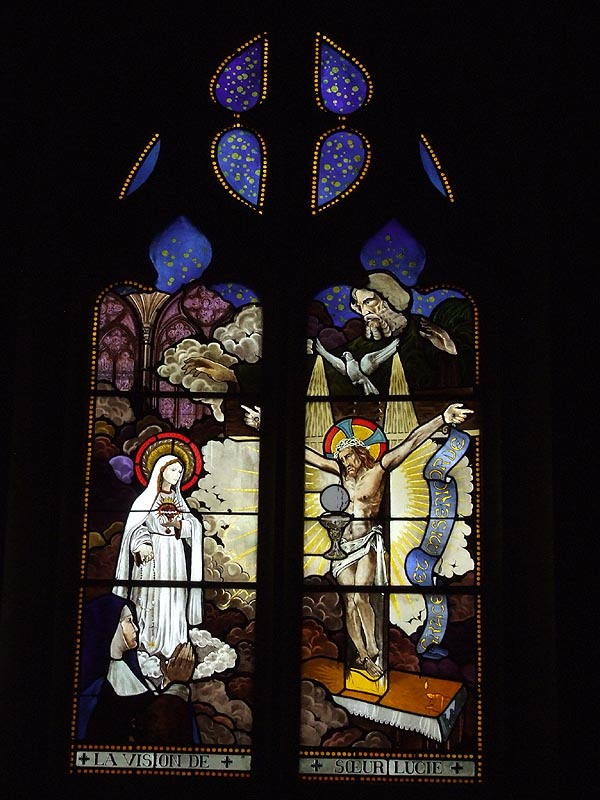
Vitrail latéral sud de la nef représentant sœur Lucie de Fátima ayant une vision du Christ le 13 juin 1929.
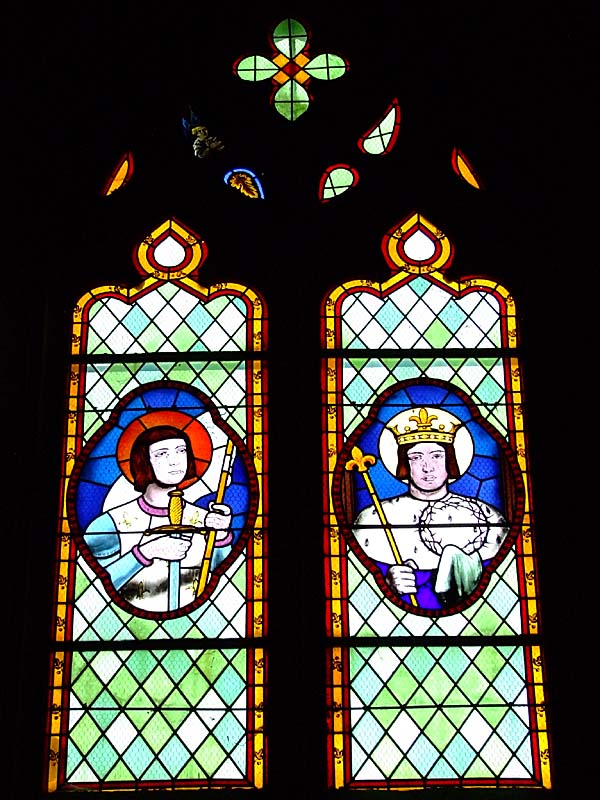
Vitrail latéral sud de la nef représentant à droite le roi saint Louis tenant la couronne d'épines de Jésus et à gauche Jeanne d'Arc.
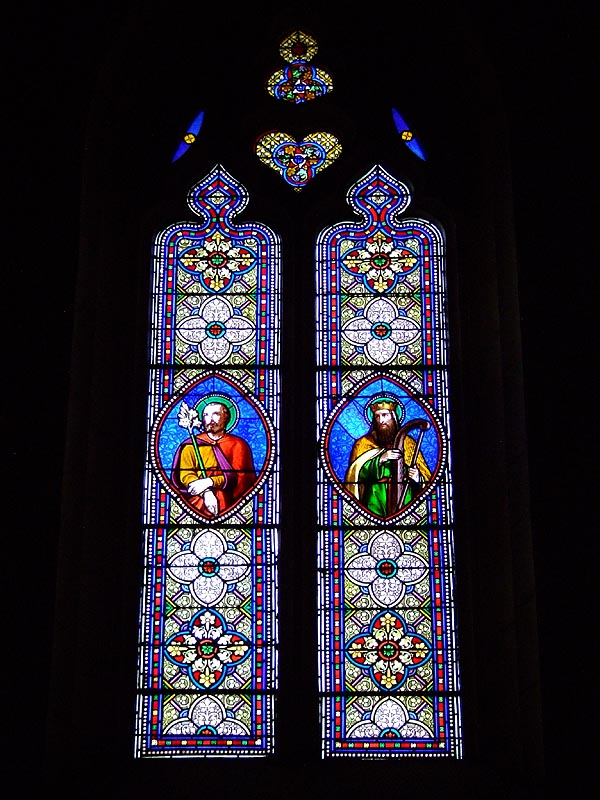
Vitrail latéral sud de la nef. À droite, le roi David tenant une harpe médiévale. À gauche, saint Joseph tenant une branche fleurie de lys symbole de pureté et de chasteté.
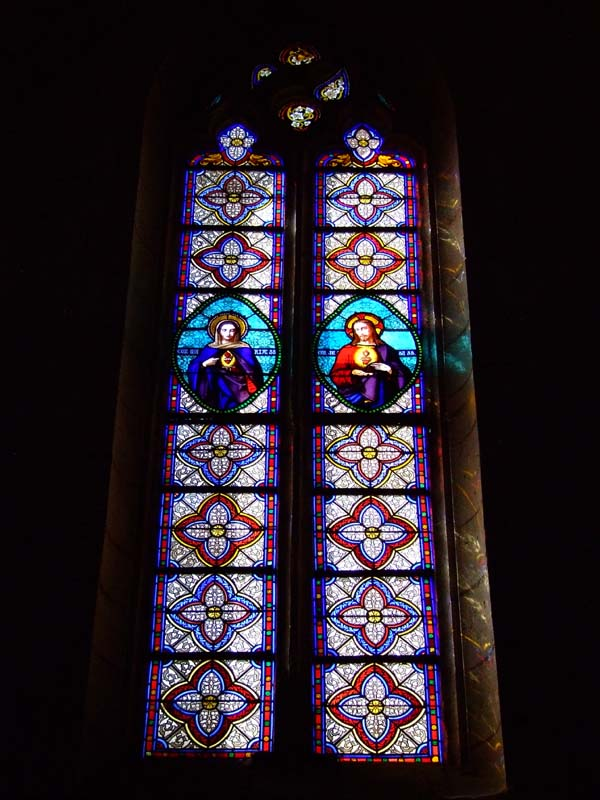
Vitrail latéral sud du chœur représentant à droite le Sacré-Cœur de Jésus et à gauche le Cœur Immaculé de Marie.
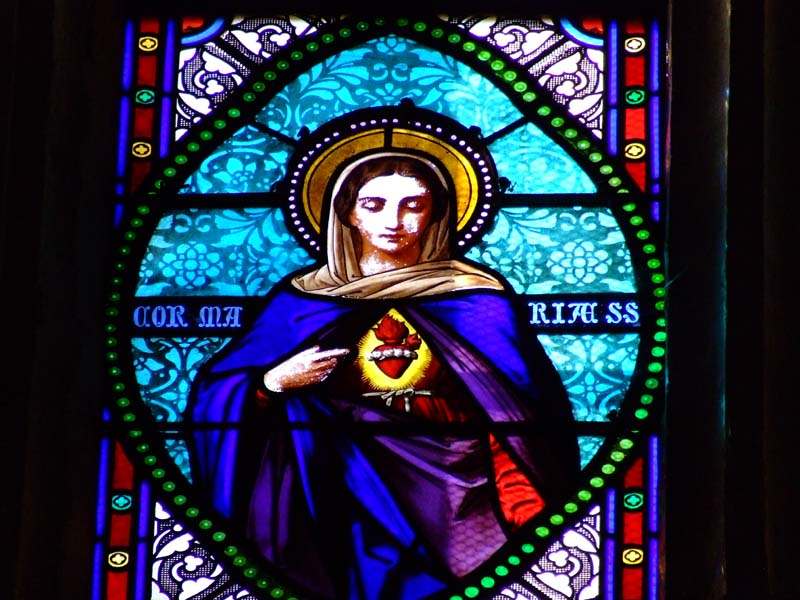
Vue détaillée du Cœur Immaculé de Marie.
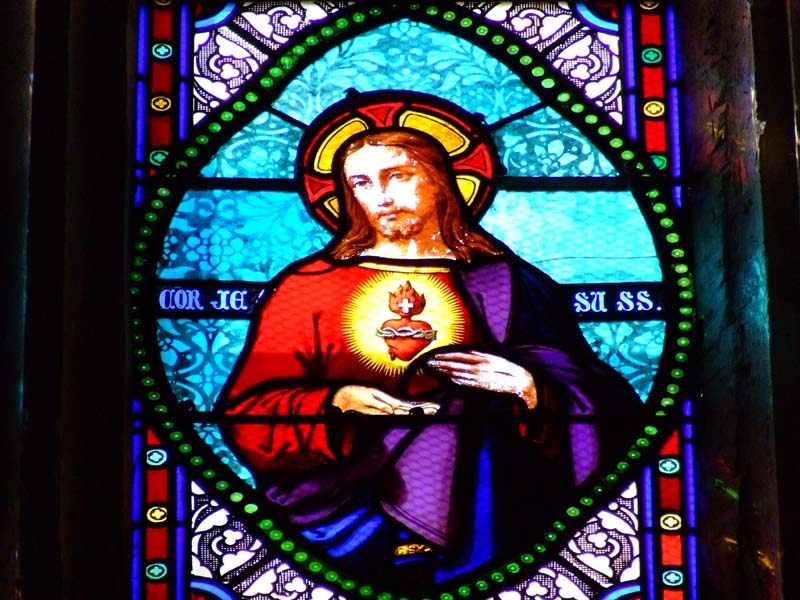
Vue détaillée du Sacré-Cœur de Jésus.
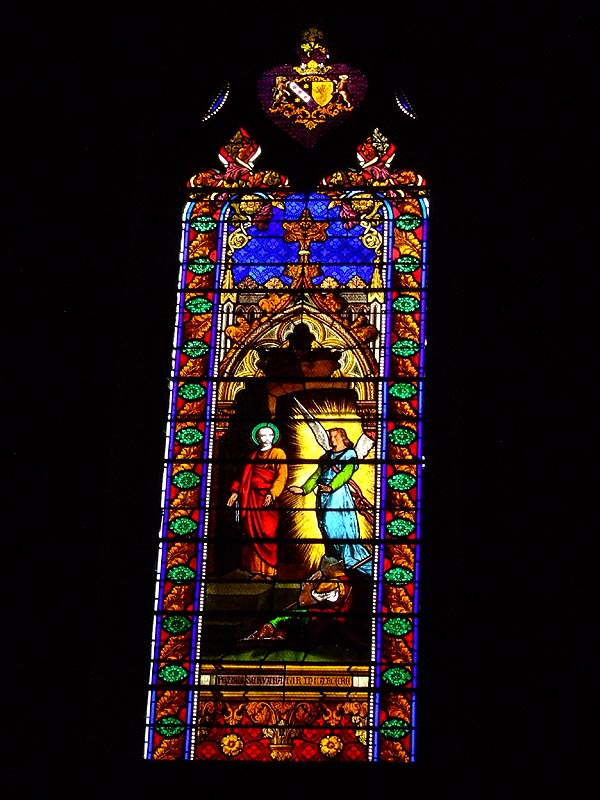
Vitrail au chevet du chœur représentant saint Pierre délivré de ses chaînes par un ange envoyé du Seigneur. Le remplage situé au-dessus représente les armoiries de la famille Mullot de Villenaut.
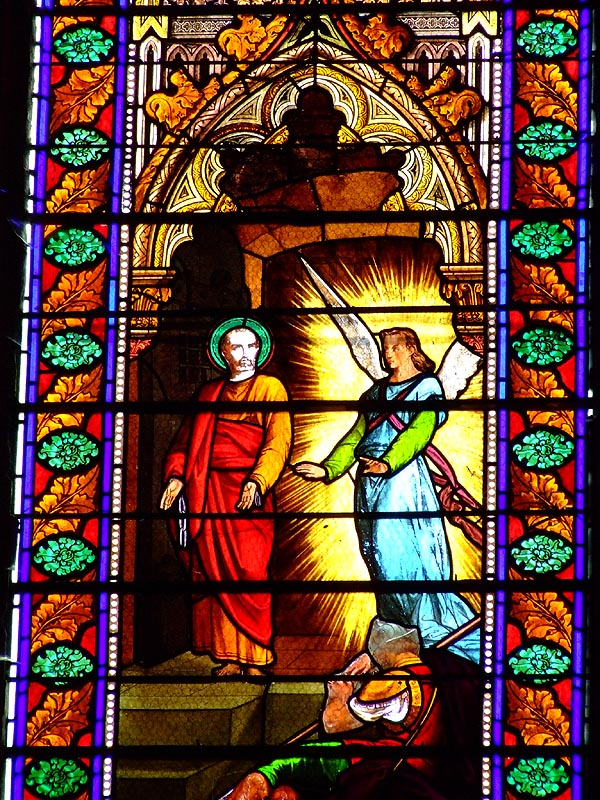
Détails du vitrail au chevet du chœur représentant saint Pierre délivré de ses chaînes par un ange envoyé du Seigneur.
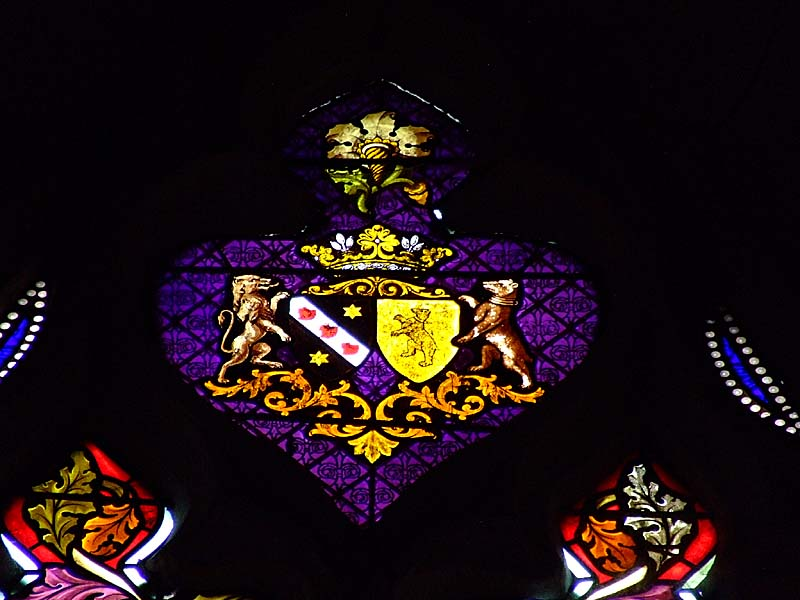
Remplage du vitrail du chevet représentant les armoiries de la famille Mullot de Villenaut résidant au château du Colombier.
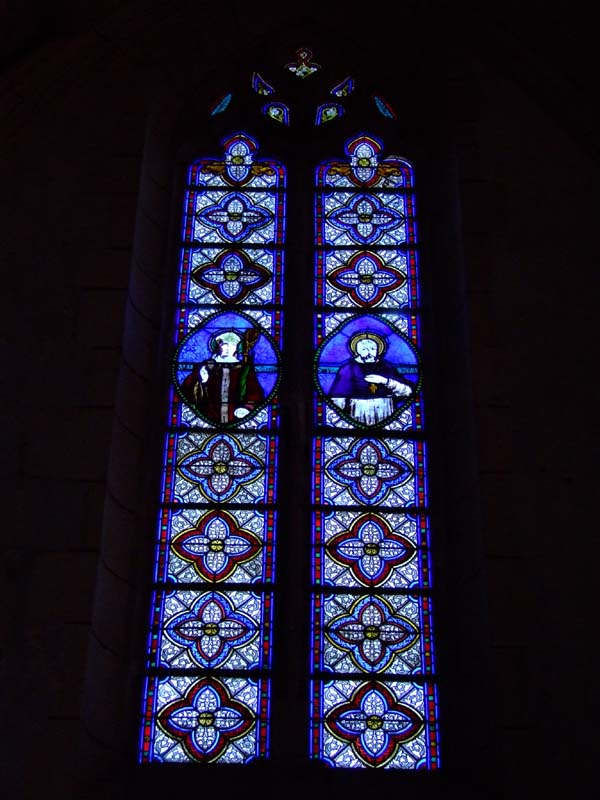
Vitrail latéral nord du chœur au-dessus de l'entrée de la sacristie. Cette baie représente à droite saint François de Sales (1567-1622) et à gauche saint Pèlerin, évêque d'Auxerre au IVe siècle.
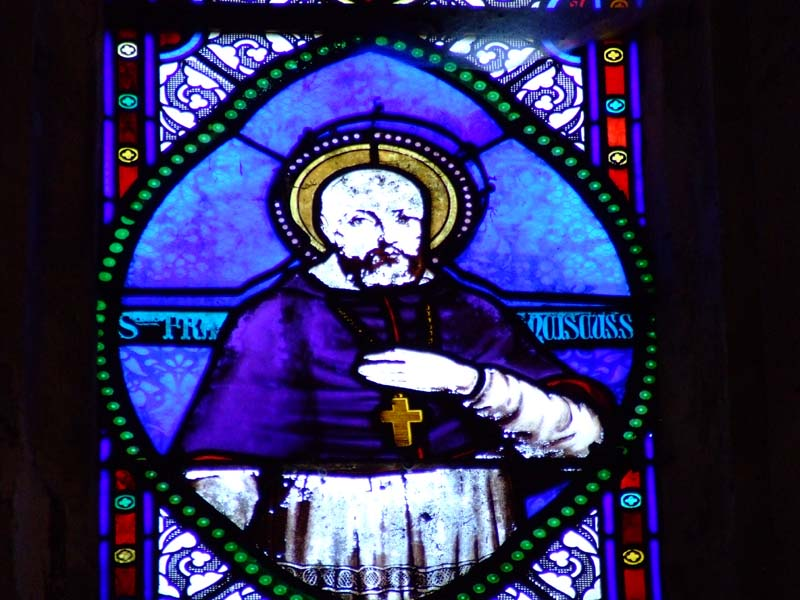
Vue détaillée de saint François de Sales.
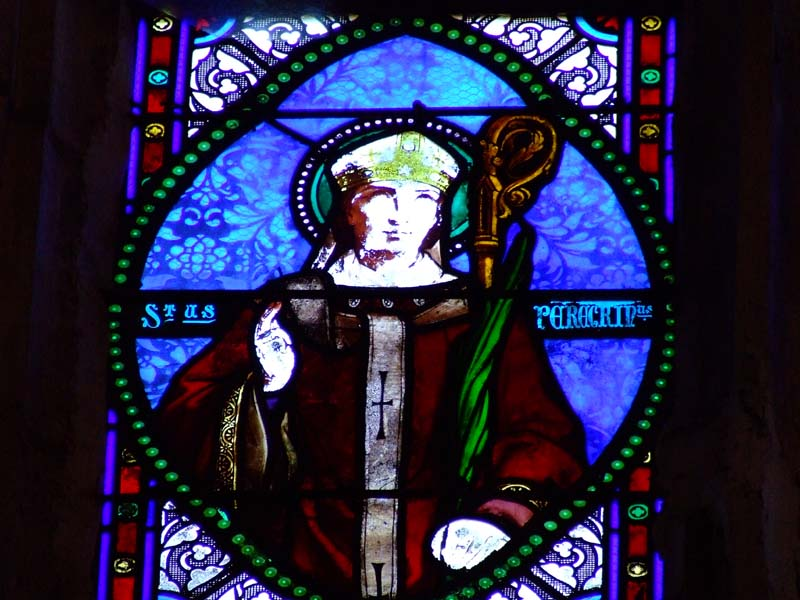
Vue détaillée de saint Pèlerin.
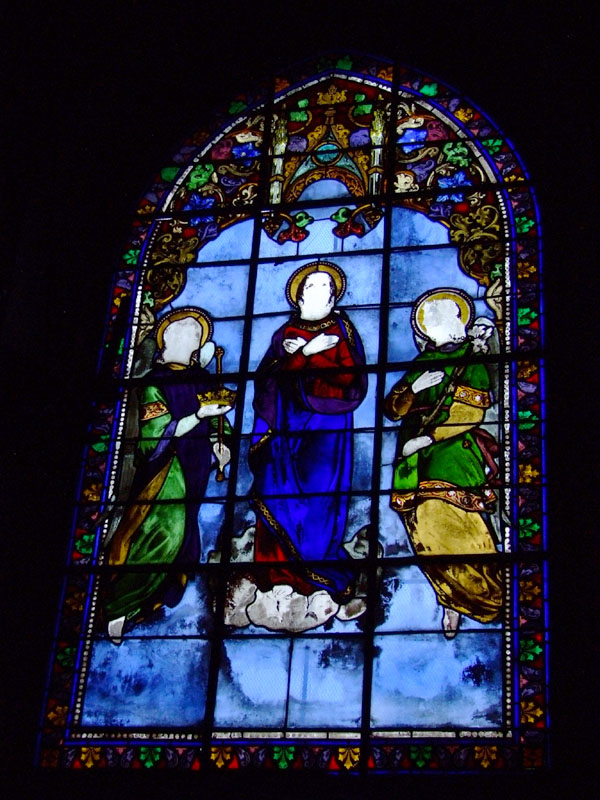
Vitrail à gauche de l'autel du Saint-Sacrement : couronnement de la Vierge Marie par deux anges.
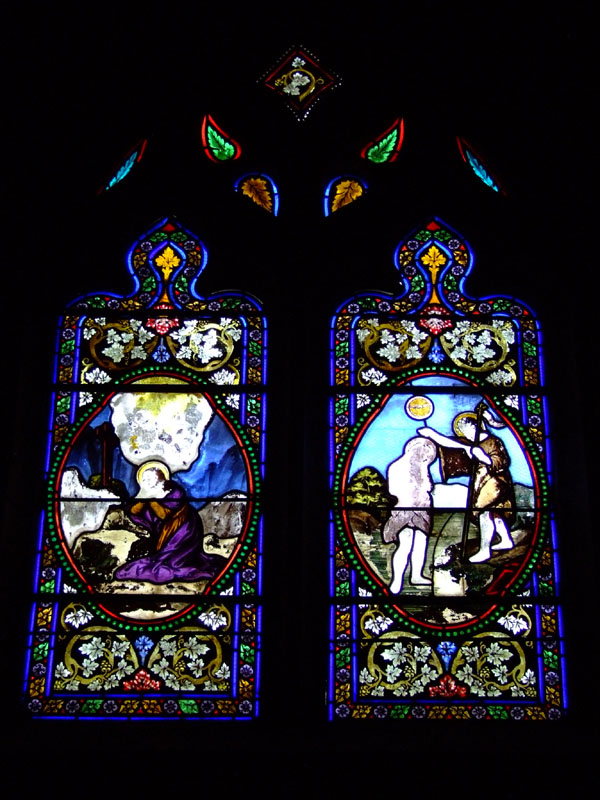
Vitrail latéral nord représentant à droite le baptême du Christ dans le Jourdain et à gauche sainte Marie-Madeleine près du corps de Jésus au lieu-dit Golgotha appelé également le Calvaire (Mt 27, 33.61).
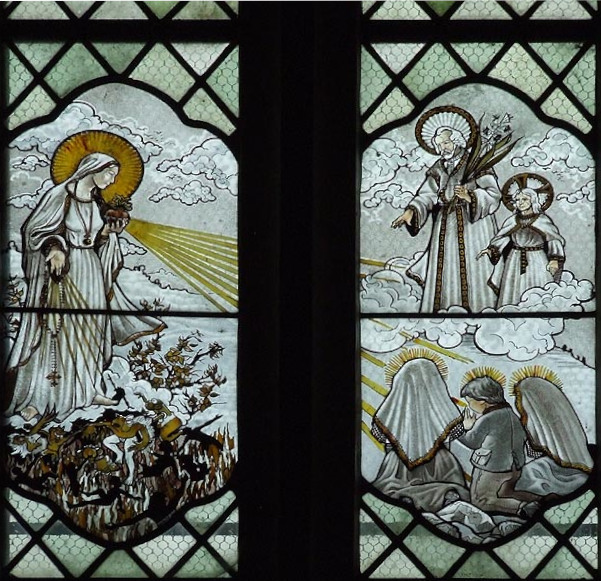
Vitrail latéral nord de la nef : apparition de Notre-Dame de Fátima du 13 octobre 1917. Les trois enfants Lucie, Jacinthe et François voient saint Joseph avec le Christ.
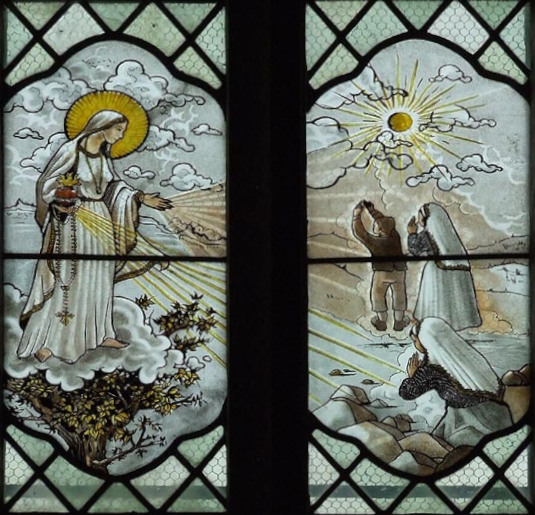
Vitrail latéral nord de la nef : première apparition de Notre-Dame de Fátima aux trois enfants Lucie, Jacinthe et François le 13 mai 1917.
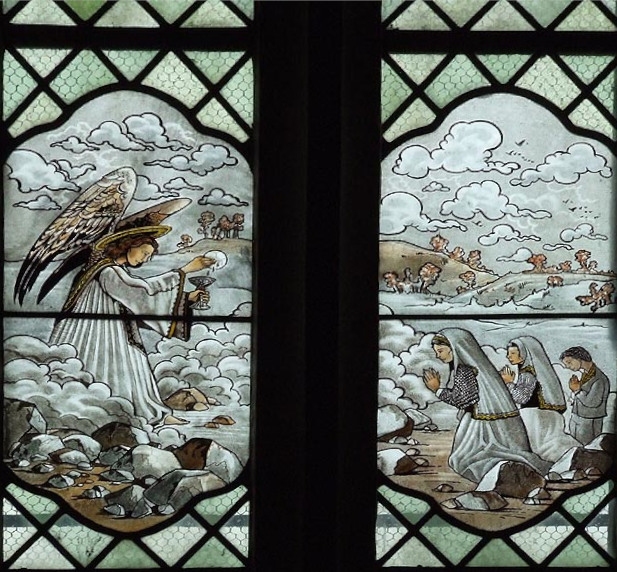
Vitrail latéral nord de la nef : apparition de l'ange aux trois enfants Lucie, Jacinthe et François en septembre 1916 lorsqu'il leur donne la communion au Corps du Christ.

Les trois baies latérales nord représentant les apparitions de Notre-Dame de Fátima ont été réalisées par l'atelier du maître verrier auxerrois Defert.
Le vitrail de la chapelle de la Vierge a été acheté en 1874 grâce à des dons. Les deux baies latérales du chœur ont été acquises en 1875.

### Les tableaux de l'église
Plusieurs ancêtres de la famille de Villenaut ayant résidé au château du Colombier ont offert à la paroisse quelques grands tableaux représentant des saints de l'Église. Ces tableaux sont situés dans le chœur de l'église.

Titre de la galerie ici
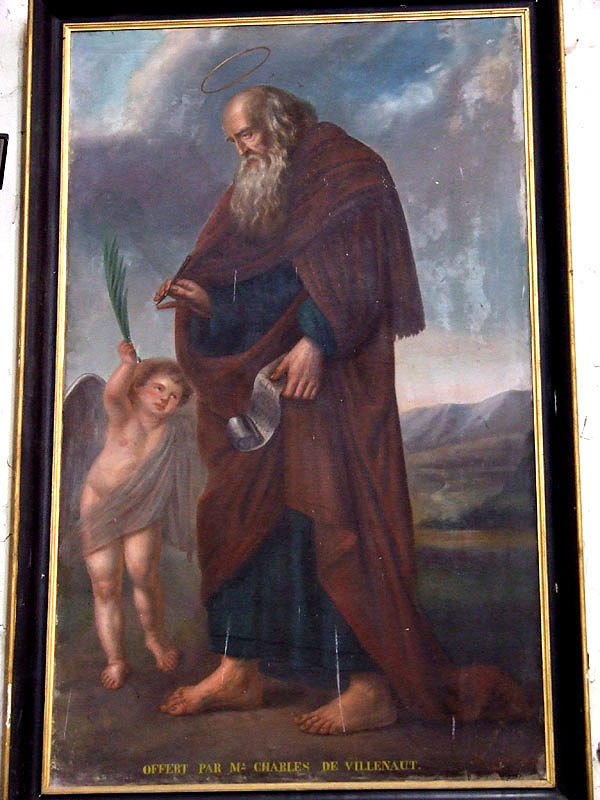
L'évangéliste saint Matthieu associé à un ange (ou à un homme ailé), car son Évangile met l'accent sur l'humanité de Jésus.
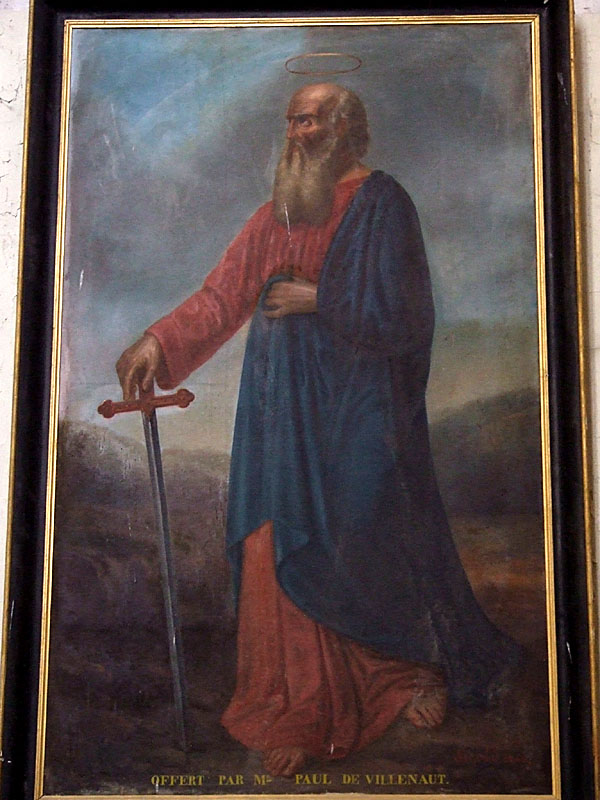
L'Apôtre saint Paul, auteur de certaines Épîtres du Nouveau Testament, tenant le glaive qui est l'arme de son martyre par décapitation en l'an 67 près d'Ostie.
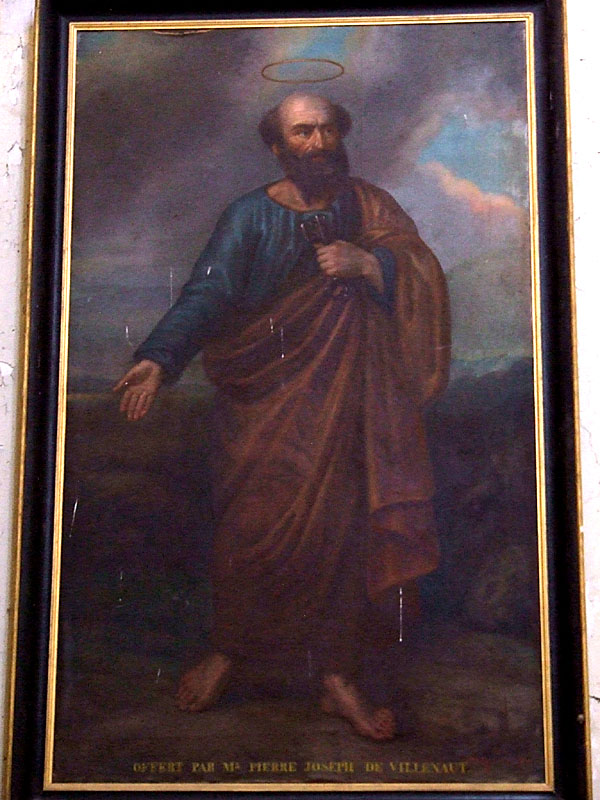
Saint Pierre Apôtre premier Pape de l'Église désigné par le Christ qui lui confie les clés du Royaume de Dieu. Clé en or du Royaume éternel et clé en argent du salut des âmes (Mt 16, 18-19).
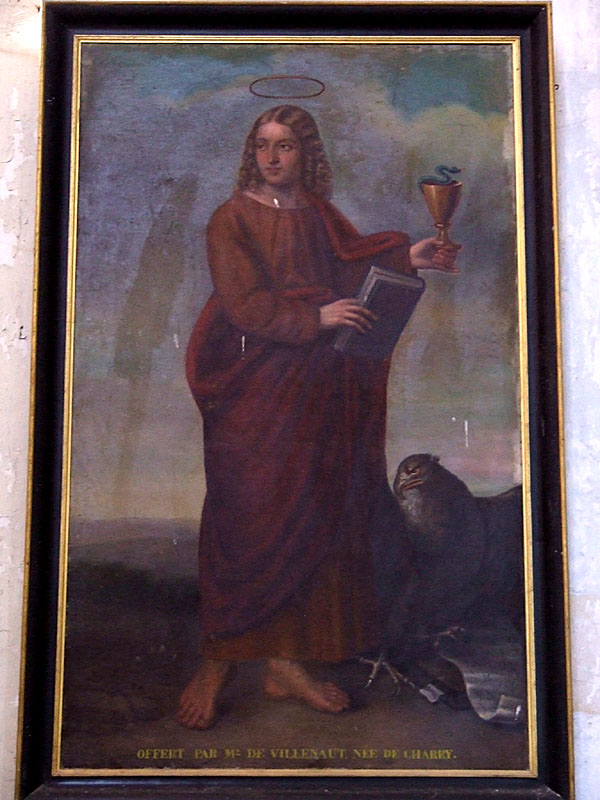
L'évangéliste saint Jean tenant son Évangile et associé à l'aigle, car cet oiseau vole plus haut que tous les autres à l'image de l'origine divine du Christ et son œil peut faire face au soleil sans être aveuglé comme l'homme sage qui fait face au rayonnement de Dieu. La coupe surmontée d'un serpent fait référence au récit de Nicodème (Jn 3, 14 citant Nb 21, 6-9).

### Le chemin de Croix de l'église
Le chemin de Croix qui orne les murs est l'œuvre d'Edgar Delvaux réalisée en 1956 (gravure sur pierre dans le style égyptien). Edgar Delvaux, sculpteur et musicien d'origine belge (1908-1970), était oblat du tiers-ordre franciscain. Il a habité au presbytère de Leugny en compagnie du père Bousset et avait une grande relation amicale avec l'abbé Jean Provot. Au cours de sa carrière artistique, le sculpteur s'est spécialisé dans la statuaire religieuse pour les églises et édifices catholiques : reliquaire de sainte Ménehould à l'église Saint-Charles de la ville de Sainte-Ménehould dans la Marne (œuvre de 1949) ; statue en marbre de Notre-Dame de l'Iseran de 4,4 m de haut à la chapelle Notre-Dame-de-Toute-Prudence située au col de l'Iseran en Savoie à 2 764 m d'altitude (œuvre de 1939) ; sculpture en bois de la Vierge Marie à l'église de la Sainte-Trinité de La Selle-sur-le-Bied dans le Loiret pour ne citer que ces exemples.
Le chemin de Croix de l'église d'Étais-la-Sauvin comporte dix-huit stations : première station, Jésus est au jardin des oliviers ; deuxième station, Jésus est arrêté par un centurion ; troisième station, la flagellation de Jésus après la condamnation par le Sanhédrin ; quatrième station, Jésus face à Ponce Pilate qui se lave les mains ; cinquième station, Jésus est chargé de sa Croix ; sixième station, Jésus tombe une première fois ; septième station, Jésus rencontre sa mère la Vierge Marie ; huitième station, Simon de Cyrène aide Jésus à porter sa Croix ; neuvième station, sainte Véronique essuie le visage du Christ ; dixième station, Jésus tombe une deuxième fois ; onzième station, Jésus réconforte les jeunes filles de Jérusalem ; douzième station, Jésus tombe une troisième fois ; treizième station, Jésus est dépouillé de ses vêtements ; quatorzième station, crucifixion de Jésus ; quinzième station, la mort de Jésus sur la Croix (jour du Vendredi saint du triduum pascal) ; seizième station, Jésus est descendu de la Croix ; dix-septième station, Jésus est mis au tombeau ; dix-huitième station, la Résurrection du Christ.